# Tennessee Titans 2020
La stagione 2020 dei Tennessee Titans è stata la 51ª della franchigia nella National Football League, la 61ª complessiva, la 24ª nello stato del Tennessee e la terza con Mike Vrabel come capo-allenatore. Dopo avere iniziato con un record di 5-0 per la prima volta dal 2008, i Titans migliorarono il record di 9-7 delle ultime quattro stagioni terminando con 11-5 e vincendo il primo titolo di division dal 2008. La squadra terminò al primo posto della AFC South con lo stesso record degli Indianapolis Colts ma vinse il titolo di division in virtù di un miglior record nella division (5–1 contro 4–2). Nel turno delle wild card Tennessee fu battuta dai Baltimore Ravens per 20–13. Derrick Henry superò le 2.000 yard corse, venendo premiato come miglior giocatore offensivo dell'anno della NFL.

## Scelte nel Draft 2020
| Scelte dei Titans nel Draft 2020 |        |                   |       |                   |
| Giro                             | Scelta | Scelta            | Ruolo | College           |
| 1                                | 29     | Isaiah Wilson     | OT    | Georgia           |
| 2                                | 61     | Kristian Fulton   | CB    | LSU               |
| 3                                | 93     | Darrynton Evans   | RB    | Appalachian State |
| 5                                | 174    | Larrell Murchison | DT    | NC State          |
| 7                                | 224    | Cole McDonald     | QB    | Hawaii            |
| 7                                | 243    | Chris Jackson     | DB    | Marshall          |

## Staff
| Staff dei Tennessee Titans nel 2020 |
| --- |
| Organi dirigenziali - Proprietario – KSA Industries - Proprietario controllante – Amy Adams Strunk - Presidente/CEO – Burke Nihill - Vice presidente esecutivo/general manager – Jon Robinson - Vice presidente presidente dell'amministrazione del football – Vin Marino - Vice presidente del personale dei giocatori – Ryan Cowden - Direttore degli osservatori del college – Jon Salge - Direttore degli osservatori dei professionisti – Brian Gardner - Assistente del dir. degli osservatori dei professionisti – Kevin Turks Capo allenatore - Mike Vrabel Altri allenatori - Preparatore atletico – Frank Piraino - Assistente p.a. – Brian Bell - Assistente p.a. – Mondary Gee Allenatori dell'attacco - Coordinatore offensivo – Arthur Smith - Quarterback – Pat O'Hara - Running back – Tony Dews - Wide receiver – Rob Moore - Tight end – Todd Downing - Offensive line – Keith Carter - Assistente offensive line – Mike Sullivan - Assistente attacco – Luke Steckel - Controllo qualità – Chandler Henley Allenatori della difesa - Defensive line – Terrell Williams - Outside linebacker – Shane Bowen - Inside linebacker – Jim Haslett - Secondary − Anthony Midget - Safety – Scott Booker - Assistente difesa – Matt Edwards - Controllo qualità – Zak Kuhr Allenatori dello special team - Coordinatore dello special team – Craig Aukerman - Assistente special team – Ryan Crow |

## Roster
| Roster dei Tennessee Titans nel 2020 |
| --- |
| Quarterback - 17 Ryan Tannehill - 5 Logan Woodside Running Back - 41 Khari Blasingame FB - 32 Darrynton Evans - 22 Derrick Henry - 20 Senorise Perry Wide Receiver - 11 A.J. Brown - 84 Corey Davis - 16 Cody Hollister - 10 Adam Humphries - 14 Kalif Raymond Tight End - 86 Anthony Firkser - 85 MyCole Pruitt - 81 Jonnu Smith - 87 Geoff Swaim Offensive Linemen - 62 Aaron Brewer C - 64 Nate Davis G - 75 Jamil Douglas G - 60 Ben Jones C - 71 Dennis Kelly T - 77 Taylor Lewan T - 52 Daniel Munyer C - 76 Rodger Saffold G - 70 Ty Sambrailo T Defensive Linemen - 94 Jack Crawford DE - 92 Matt Dickerson DE - 90 DaQuan Jones NT - 97 Isaiah Mack DE - 91 Larrell Murchison DE - 98 Jeffery Simmons DE Linebacker - 44 Vic Beasley OLB - 55 Jayon Brown ILB - 99 Jadeveon Clowney OLB - 53 Will Compton ILB - 40 Kamalei Correa OLB - 49 Nick Dzubnar ILB - 54 Rashaan Evans ILB - 58 Harold Landry OLB - 51 David Long Jr. ILB - 50 Derick Roberson OLB Defensive Back - 21 Malcolm Butler CB - 31 Kevin Byard FS - 26 Kristian Fulton CB - 37 Amani Hooker SS - 25 Adoree' Jackson CB - 35 Chris Jackson CB - 33 Johnathan Joseph CB - 46 Joshua Kalu CB - 30 Christopher Milton CB - 24 Kenny Vaccaro SS Special Team - 48 Beau Brinkley LS - 3 Stephen Gostkowski K - 6 Brett Kern P Lista delle riserve - 29 Dane Cruikshank FS (IR) - 93 Reggie Gilbert OLB (IR) - 61 Anthony McKinney OT (Opt-out) - 79 Isaiah Wilson OT (COVID-19) Squadra di allenamento - 59 Jamal Davis OLB - 89 Tommy Hudson TE - 66 Brandon Kemp OT - 8 Tucker McCann K - 28 Jeremy McNichols RB - 20 Kareem Orr CB - 72 David Quessenberry G - 57 Wyatt Ray OLB - 4 Trevor Siemian QB - 73 Kobe Smith NT - 23 Tye Smith CB - 78 Teair Tart DE - 15 Nick Westbrook-Ikhine WR 53 attivi, 4 inattivi, 13 nella squadra di allenamento |
| Legenda - I rookie sono in corsivo. - Il primo ruolo è il principale mentre gli eventuali successivi indicano i ruoli secondari. - (IR) sta per Injured Reserve ed indica la lista ristretta per un solo giocatore infortunato che può tornare ad allenarsi dopo la settimana 6 e a rientrare in prima squadra dopo che questa ha giocato 8 partite. - (NF-Inj.) / (NF-Ill.) stanno rispettivamente per Non-Football Injured e Non-Football Illness ed indicano le liste dove viene inserito un giocatore che ha un infortunio o una malattia non dipendente dal football americano. - (PUP) sta per Physically Unable to Perform ed indica la lista dove viene inserito un giocatore mentre è in attesa di recuperare la condizione fisica. Nella stagione regolare dopo la sesta partita giocata dalla propria squadra, il giocatore ha tempo tre settimane per riprendere ad allenarsi, più tre settimane aggiuntive dal suo rientro agli allenamenti per rientrare in prima squadra. |

## Calendario

### Pre-stagione
Il calendario della fase prestagionale è stato annunciato il 7 maggio 2020. Tuttavia, il 27 luglio 2020, il commissioner della NFL Roger Goodell ha annunciato la cancellazione totale della prestagione, a causa della pandemia di Covid-19.

### Stagione regolare
| Stagione regolare |                    |                         |                    |                    |                            |                    |
| Turno             | Data               | Avversario              | Risultato          | Record             | Stadio                     | Sintesi            |
| 1                 | 14 settembre       | at Denver Broncos       | V 16–14            | 1–0                | Empower Field at Mile High | Recap              |
| 2                 | 20 settembre       | Jacksonville Jaguars    | V 33–30            | 2–0                | Nissan Stadium             | Recap              |
| 3                 | 27 settembre       | at Minnesota Vikings    | V 31–30            | 3–0                | U.S. Bank Stadium          | Recap              |
| 4                 | Settimana di pausa | Settimana di pausa      | Settimana di pausa | Settimana di pausa | Settimana di pausa         | Settimana di pausa |
| 5                 | 13 ottobre         | Buffalo Bills           | V 42–16            | 4–0                | Nissan Stadium             | Recap              |
| 6                 | 18 ottobre         | Houston Texans          | V 42–36 (dts)      | 5–0                | Nissan Stadium             | Recap              |
| 7                 | 25 ottobre         | Pittsburgh Steelers     | S 24–27            | 5–1                | Nissan Stadium             | Recap              |
| 8                 | 1 novembre         | at Cincinnati Bengals   | S 20–31            | 5–2                | Paul Brown Stadium         | Recap              |
| 9                 | 8 novembre         | Chicago Bears           | V 24–17            | 6–2                | Nissan Stadium             | Recap              |
| 10                | 12 novembre        | Indianapolis Colts      | S 17–34            | 6–3                | Nissan Stadium             | Recap              |
| 11                | 22 novembre        | at Baltimore Ravens     | V 30–24 (dts)      | 7–3                | M&T Bank Stadium           | Recap              |
| 12                | 29 novembre        | at Indianapolis Colts   | V 45–26            | 8–3                | Lucas Oil Stadium          | Recap              |
| 13                | 6 dicembre         | Cleveland Browns        | S 35–41            | 8–4                | Nissan Stadium             | Recap              |
| 14                | 13 dicembre        | at Jacksonville Jaguars | V 31–10            | 9–4                | TIAA Bank Field            | Recap              |
| 15                | 20 dicembre        | Detroit Lions           | V 46–25            | 10–4               | Nissan Stadium             | Recap              |
| 16                | 27 dicembre        | at Green Bay Packers    | S 14–40            | 10–5               | Lambeau Field              | Recap              |
| 17                | 3 gennaio          | at Houston Texans       | V 41–38            | 11–5               | NRG Stadium                | Recap              |

Note: gli avversari della propria division sono in grassetto.

### Playoff
| Stagione regolare |                 |                      |           |        |                |         |
| Turno             | Data            | Avversario (seed)    | Risultato | Record | Stadio         | Sintesi |
| Wild Card         | 10 gennaio 2021 | Baltimore Ravens (5) | S 13–20   | 0–1    | Nissan Stadium | Recap   |

## Premi
- Derrick Henry

giocatore offensivo dell'anno

### Premi settimanali e mensili
- Stephen Gostkowski:

giocatore degli special team della AFC della settimana 3
giocatore degli special team della AFC del mese di settembre
- Derrick Henry:

giocatore offensivo della AFC della settimana 6
running back della settimana 6
giocatore offensivo della AFC del mese di ottobre
running back della settimana 11
running back della settimana 12
running back della settimana 14
running back della settimana 15
giocatore offensivo della AFC della settimana 17
- Ryan Tannehill:

quarterback della settimana 6
- Jeffery Simmons:

difensore della AFC della settimana 9